# Mailza Assis
Mailza Assis da Silva (Mundo Novo, 10 de dezembro de 1976), é uma política brasileira, filiada ao Progressistas (PP). Foi senadora pelo estado do Acre e é a atual vice-governadora do estado, eleita na chapa de Gladson Cameli em 2022.

## Biografia
Mailza Gomes é uma acadêmica de Direito que possui dois filhos e é casada com James Gomes, ex-prefeito de Senador Guiomard. Além de ter sido a primeira dama do município, também exerceu cargos de gestão em áreas como Administração, Assistência Social e Cidadania.
Em 2014, foi eleita primeira suplente de Gladson Cameli (PP) ao Senado Federal. Em 2015, trocou seu partido, o PSDB, pelo atual. Com a eleição do titular ao governo do Estado do Acre, nas eleições de 2018, assumiu a titularidade do mandato a partir de 2019. É a quarta mulher a exercer mandato na história pelo Acre no Senado Federal, antes dela, Íris Célia Cabanellas e Laélia de Alcântara assumiram o posto, e Marina Silva, que foi eleita em 1994.
Foi casada com o ex-prefeito de Senador Guiomard, James Gomes. Durante o mandato do ex-marido, no executivo municipal, foi secretaria de Administração, Assistência Social e Cidadania.

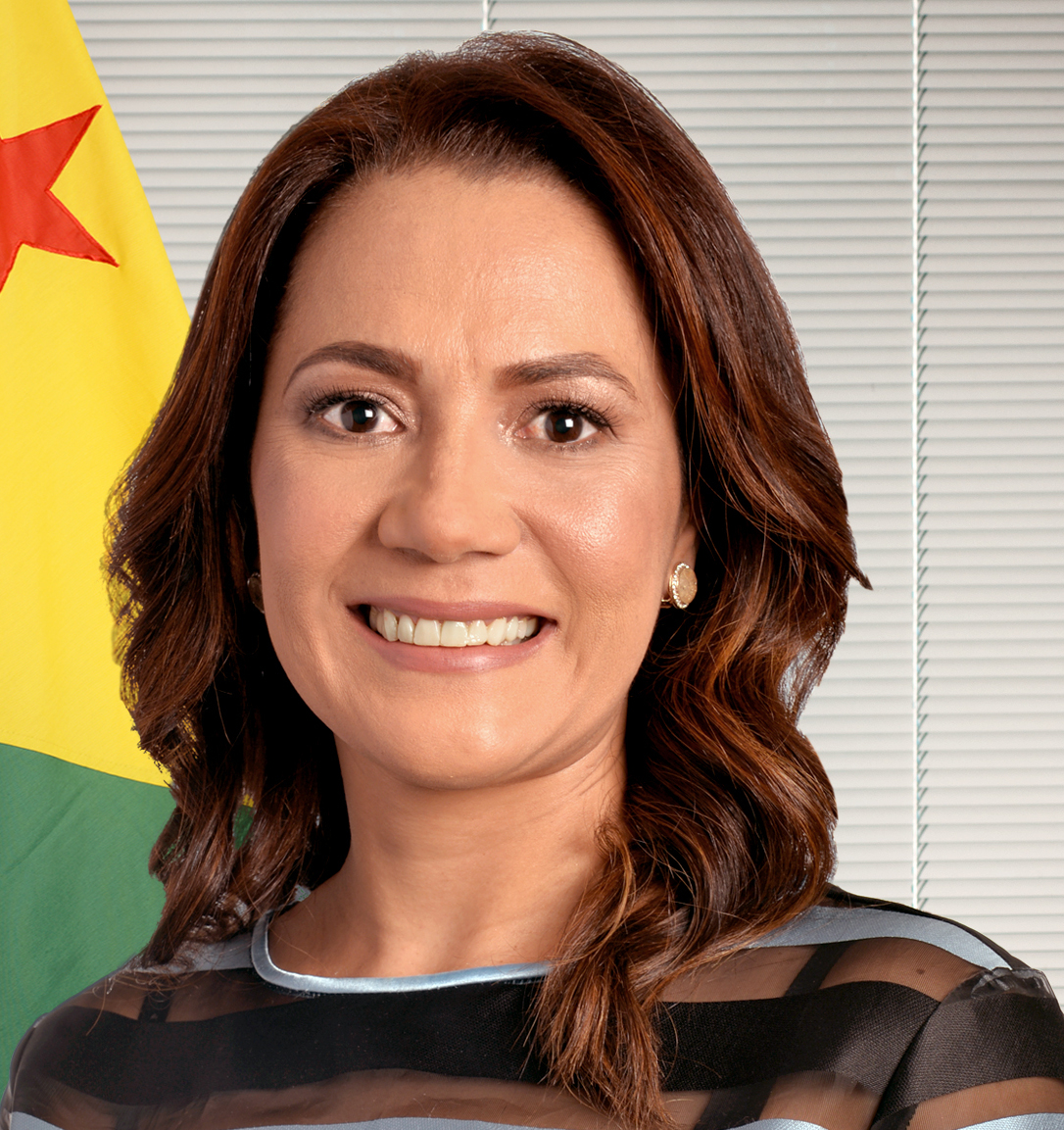
Foto oficial como Senadora.

Mailza Gomes e seu marido foram condenados em 2016 pelo Tribunal de Justiça do Acre por improbidade administrativa em razão do casal ter contratado uma empresa sem licitação logo ao assumir, em 2009, a prefeitura de Senador Guiomard.  James e Mailza foram sentenciados à perda da função pública, ao pagamento de multa, ao ressarcimento de danos ao erário e à perda dos direitos políticos por 5 e 4 anos, respectivamente.